# Sagina revelierei
Sagina revelierei är en nejlikväxtart som beskrevs av Jordan och Fourr. Sagina revelierei ingår i släktet smalnarvar, och familjen nejlikväxter. Inga underarter finns listade i Catalogue of Life.